# Stéphane Bancel

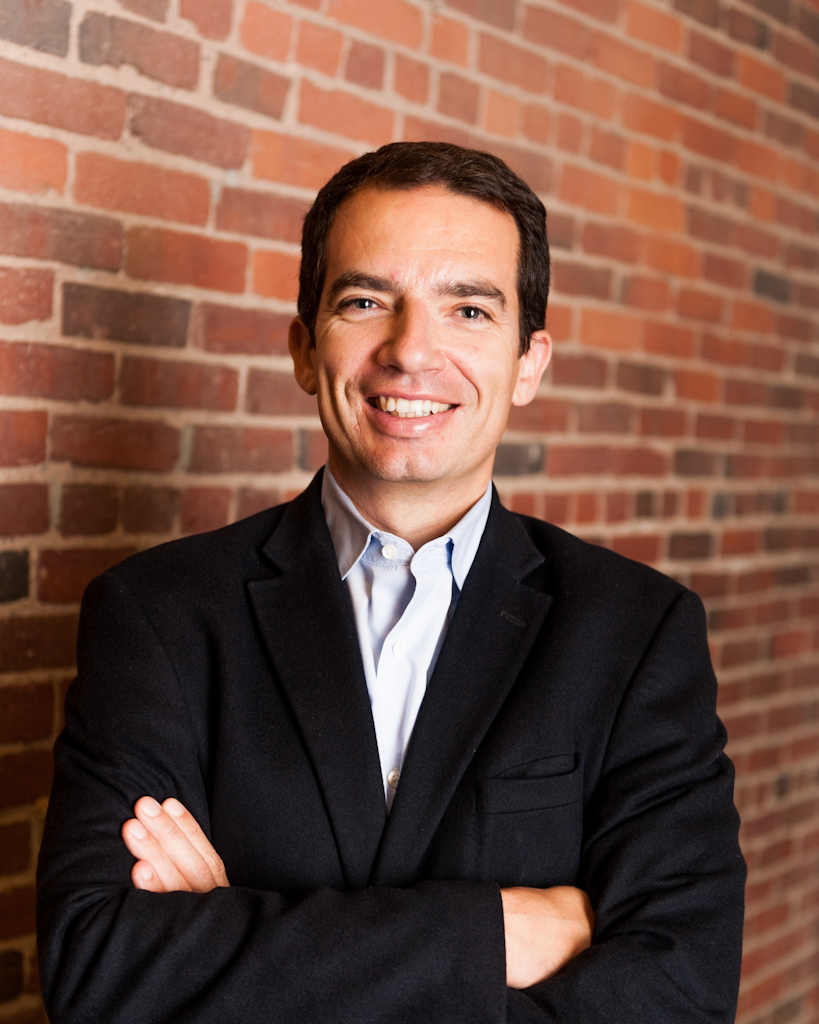
Stéphane Bancel

Stéphane Bancel (* 20. Juli 1972 in Marseille) ist ein französischer Unternehmer sowie CEO und Mitbesitzer des Unternehmens Moderna.

## Leben
Bancel erwarb seinen Master in Ingenieurwissenschaften an der École Centrale Paris und der University of Minnesota. Anschließend erwarb er einen Master of Business Administration an der Harvard Business School. Von 2000 bis 2006 arbeitete er in verschiedenen Rollen für Eli Lilly, wo er unter anderem für die Geschäfte des Unternehmens in Belgien zuständig war. 2007 wurde er CEO des französischen Diagnostikunternehmens BioMérieux. Im Jahr 2011 wechselte Bancel zu Moderna und wurde CEO.
Im April 2020, als der Moderna-Aktienkurs aufgrund der bevorstehenden Phase-2-Studien am Menschen für den potenziellen SARS-CoV-2-Impfstoff mRNA-1273 von Moderna anstieg, belief sich der Wert der Unternehmensanteile von Bancel von rund 9 % auf über eine Milliarde US-Dollar. Nach der erfolgreichen Lancierung des Impfstoffs stieg der Aktienkurs stark an. Im August 2021 wurde sein Vermögen von Forbes auf 12,5 Milliarden US-Dollar geschätzt.
Bancel ist Verwaltungsrat der niederländischen Diagnostikunternehmen Qiagen und der US-Agrotechnikfirma Indigo. Er ist mit Brenda Bancel verheiratet, hat zwei Töchter und wohnt in der Nähe von Boston.
Für 2022 wurde Bancel der Bower Award for Business Leadership zugesprochen, 2023 der Biotechnology Heritage Award. 2024 wurde er zum Mitglied der National Academy of Engineering gewählt.